# Самка (фильм, 1958)
«Самка» (англ. The Female Animal) — мелодрама с элементами фильма нуар режиссёра Гарри Келлера, которая вышла на экраны в 1958 году.
Фильм рассказывает о стареющей кинозвезде Ванессе Виндзор (Хэди Ламарр), которая влюбляется в молодого и красивого начинающего актёра Криса Фарли (Джордж Нейдер), начиная с ним роман. Излишняя зависимость от Ванессы тяготит Криса, который хочет идти своим путём. Вскоре любовный интерес к Крису проявляет Пенни, приёмная дочь Ванессы (Джейн Пауэлл), и в итоге актёру приходится делать выбор как между двумя женщинами, так и в отношении своей будущей карьеры.
Фильм получил противоречивые отзывы критики, отметившей вторичность и излишнюю мелодраматичность картины и вместе с тем интересный показ голливудского закулисья. Игра исполнителей главных ролей также получила неоднозначные оценки, при этом критики единодушно высоко оценили игру Джен Стерлинг в роли второго плана.
Это был последний фильм в карьере голливудской кинозвезды Хэди Ламарр.

## Сюжет
В съёмочном павильоне кинозвезда Ванесса Виндзор (Хэди Ламарр), пьяно шатаясь, с трудом выходит из своего гримёрного вагончика, чтобы сыграть сложную сцену на подвесном мосту через бурный водопад. Стоя на мосту, она замечает внизу свою дочь Пенни (Джейн Пауэлл) в компании актёра Криса Фарли (Джордж Нейдер), после чего голова у неё кружится, она теряет равновесие и с большой высоты летит в воду…
Несколькими месяцами ранее Ванесса снималась в очередной картине, непринуждённо диктуя режиссёру свои условия на съёмочной площадке, а затем обсуждая с личным секретарём план своих мероприятий на день. Когда Ванесса направляется на ланч, неожиданно срывается один из осветительных прожекторов, который летит прямо на неё. Крис, который играет в фильме эпизодическую роль, замечает это и успевает закрыть Ванессу от пролетевшего в нескольких сантиметрах от неё прожектора. После этого Ванесса просит Криса зайти в свой гримвагон, чтобы доктор мог осмотреть и залечить полученную им рану на плече. Директор студии по рекламе мгновенно сочиняет для газет новость о том, как молодой красавец-актёр спас жизнь кинозвезды. На следующий день Ванесса звонит Крису домой, приглашая пойти с ней на кинопремьеру. Крис, который не привык носить смокинг и вращаться в светском обществе, чувствует себя на премьере неловко, так как он не привык к повышенному вниманию к своей персоне. После окончания фильма Ванесса приглашает Криса в свой пляжный дом в Малибу, где начинает с ним откровенно заигрывать. Они выпивают и слушают музыку у камина, а затем направляются на океан купаться, где обнимают и целуют друг друга. Когда они возвращаются в дом, раздаётся звонок от служанки Ванессы, сообщающей, что Пенни плохо. Крис довозит Ванессу до её голливудского особняка, а сам направляется ночевать в своё бунгало. Дома Ванесса быстро понимает, что с Пенни всё в порядке, просто она в очередной раз выпила лишнего. Ванесса отчитывает Пенни, требуя вести себя в публичных местах прилично, чтобы не вредить её репутации, на что девушка отвечает, что Ванесса удочерила её только ради собственной рекламы. Когда Пенни напоминает матери, что та сама когда-то валялась в канаве, Ванесса даёт ей пощёчину, но затем тут же просит прощения.
На следующее утро Ванесса приезжает к ещё не проснувшемуся Крису в его бунгало, предлагая ему работу смотрителя своего прибрежного дома. Это позволит ему постоянно находиться у любимого им океана, и, кроме того, получать зарплату и не платить за аренду. Крису очень нравится это предложение, однако его смущает положение наёмного работника при Ванессе. В конце концов, он соглашается и на прощанье они целуются. Вечером в баре у Тома Мэлоуни (Джеймс Глизон) Криса находит независимый продюсер Хэнк Гэлвис (Джерри Пэрис), предлагая ему главную роль в фильме, который будет сниматься в Мексике. Несмотря на то, что оплата работы будет произведена только из доходов от продажи фильма, Крис берёт почитать сценарий. В том же баре пьяная Пенни гуляет вместе с неким Пигги (Грегг Палмер), который пытается ещё больше напоить девушку, прося Тома добавить двойную порцию водки в её коктейль. Когда бармен, видя состояние Пенни, отказывается, возникает конфликт, в результате которого Том выгоняет парня на улицу. Уходя, Пигги хватает танцующую Пенни, которую силой пытается усадить в свой автомобиль. В этот момент из бара выходит Крис, который ещё не знаком с Пенни. Он встаёт на защиту девушки, расправляясь с пьяным Пигги. Когда тот уезжает один, Крис предлагает Пенни пройтись до его дома поблизости, где она сможет очистить своё платье и прийти в себя. Крис объясняет, что он не владелец дома, а лишь смотрит за ним. Он заставляет Пенни снять грязные вещи, которые отправляет в стирку, а саму девушку загоняет в душ. Немного протрезвев, она рассказывает, что сбежала из очередной частной школы в Сан-Франциско, куда её засунула мать, а Пигги просто брат подруги, который подвёз её. Вскоре подходит вызванное Крисом такси, и Пенни уезжает, целуя его на прощанье.
Некоторое время спустя, когда Крис загорает в пляжном доме, в дверях появляется посыльный, который привёз коробки с шестью дорогими мужскими костюмами. В недоумении Крис звонит Ванессе, которая говорит, что хотела сделать ему приятный подарок. Однако Крис возмущён такой заботой Ванессы, по его мнению, унижающей его достоинство, и гневно бросает трубку. Тем же вечером в знак примирения Ванесса ведёт Криса в ресторан. Там они встречают немолодую кинозвезду Лили Фрейн (Джен Стерлинг), которая пришла со своим молодым другом. Лили выясняет, чем Крис занимается, затем заявляет Ванессе, что когда Крис ей надоест, пусть Ванесса пришлёт его к ней, поскольку у неё тоже есть собственность, за которой надо ухаживать. После этих слов оскорблённый Крис выбегает из ресторана. Вернувшись в пляжный дом, он собирает свои вещи, намереваясь уйти. Когда Ванесса пытается успокоить его, он отвечает, что согласился только ухаживать за домом, а не быть её сопровождающим на светских мероприятиях. Крис благодарит Ванессу за всё, что она для него сделала, при этом утверждая, что у них не может быть нормальных отношений, так как она звезда, а он смотритель. Ванесса говорит, что любит его, умоляя остаться, и в итоге Крис уступает ей.
На следующий день, когда Крис возвращается из магазина, он видит Пенни в купальнике, которая во дворе дома принимает солнечную ванну. Вскоре появляется Хэнк, которому Крис говорит, что прочитал сценарий, но сейчас не сможет поехать в Мексику на съёмки. Хэнк заключает, что Крис отказывается, потому что не хочет жертвовать комфортной жизнью с Пенни в богатом доме. После ухода продюсера Пенни начинает откровенно приставать к Крису, она его обнимает и пытается поцеловать. Крис сначала сопротивляется, но затем уступает девушке и отвечает на её поцелуи. Затем Пенни заваливает Криса на диван со словами, что Ванесса — её мать. Когда Крис отталкивает её, Пенни угрожает рассказать матери, что он её целовал. Крис переворачивает её и шлёпает по попе, после чего Пенни в слезах говорит, что он лишь один из длинного списка людей, включающего и её, которых Ванесса сначала подобрала, а затем бросила. Как рассказывает Пенни, мать почти не уделяла ей внимания всю жизнь, а когда Пенни стала слишком взрослой, Ванесса отправила её в школу-интернат, чтобы поддерживать у окружающих иллюзию своей молодости. После этих слов Крис нежно обнимает и утешает Пенни.
Некоторое время спустя, когда Крис в одиночестве спит, приезжает Ванесса. Заметив губную помаду на сигаретных окурках, салфетке и одном из бокалов, она в слезах уезжает домой. Дома она начинает рыдать и пытается напиться. Услышав плачущую мать, Пенни заходит к ней в комнату. Ванесса говорит дочери, что любит Криса, но он молод и неверен ей, у него есть другая женщина. Пенни обнимает мать и пытается её успокоить. На следующее утро Крис приезжает к Ванессе, сообщая, что уезжает в Мексику на съёмки на неопределённый срок, так как хочет разобраться в своей жизни. В ответ Ванесса предлагает им легализовать свои отношения и немедленно пожениться, а в Мексике провести медовый месяц. Ванесса быстро «знакомит» Криса с Пенни, а затем убегают к телефону. Оставшись наедине, ошарашенные Крис и Пенни не знают, что друг другу сказать. Вскоре счастливая Ванесса приезжает к Крису в пляжный дом, однако его нет. Она находит записку, в которой Крис пишет: «Извини, я пытался, но ничего не вышло. Поверь, так будет лучше». Ванесса направляется в бунгало Криса, ожидая его появления. Вскоре приходит Крис, которому Ванесса заявляет, что поняла, что у него появилась другая девушка. Она его понимает, после чего говорит, что он может любить двух сразу, с чем Крис не соглашается, заявляя, что бывает настоящая любовь, а бывает увлечение. Ванесса настаивает на том, что она любит Криса по-настоящему, и их чувства настоящие, и что у него никогда не будет такой женщины, как она. Со словами «только ты и я» она уходит.
Несколько дней спустя Крис приезжает к Ванессе на съёмочную площадку, встречая Пенни, которая сообщает, что сегодня после завершения съёмок Ванесса хочет объявить о своей предстоящей свадьбе с ним. После этих слов Пенни начинает плакать и признаётся в любви к Крису, при этом понимая, что и Ванесса любит его по-настоящему. В момент взаимных признаний их видит Лили, догадываясь о том, что происходит. Отводя Криса в сторону, она поздравляет его с тем, что одним браком он заполучил сразу двух женщин. Затем она приглашает Криса на свидание, говоря, что будет относиться к нему с большим пониманием, чем Ванесса, но он отказывается. Затем Крис направляется к Ванессе, объявляя ей, что не  хочет быть легализованным жиголо при ней, а хочет жениться на собственных условиях — когда он сам сделает женщине предложение, и сам будет содержать семью. Уходя, он заявляет, что хочет, чтобы к нему относились как к человеку, а не просто как к украшению на рождественской ели. После его ухода Ванесса находит Пенни, которая объявляет матери, что Крис её не любит. Пенни далее говорит, что не сегодня познакомилась с Крисом, а уже встречается некоторое время. После этих слов разбитая Ванесса убегает в свой вагончик и напивается.
Ванессу приглашают играть сцену на висячем мосту над водопадом, и она, пошатываясь, выходит из вагончика, после чего её поднимают на кране наверх. Увидев с моста, как Пенни и Крис стоят вместе, Ванесса бросается в бурный поток внизу, однако Крис приходит к ней на помощь, вытаскивая из воды. Некоторое время спустя Пенни и Крис навещают Ванессу, которой прописан постельный режим. Ванесса просит прощения за свой эгоизм и несправедливость по отношению к ним обоим. Пенни обнимает мать и выходит вместе с Крисом, однако через мгновение он возвращается, чтобы поблагодарить Ванессу и выразить ей своё восхищение. Однако Ванесса не даёт ему договорить, с грустью замечая, что у них всё равно ничего бы не вышло, и отпускает его к Пенни. Крис целует Ванессу и выходит, после чего она отворачивает голову на подушке и плачет.

## В ролях
- Хэди Ламарр — Ванесса Виндзор
- Джейн Пауэлл — Пенни Виндзор
- Джен Стерлинг — Лили Фрейн
- Джордж Нейдер — Крис Фарли
- Джерри Пэрис — Хэнк Гэлвес
- Грегг Палмер — Пигги
- Мейбел Албертсон — Ирма Джонс
- Джеймс Глизон — Том Мэлоуни
- Ричард Х. Каттинг — мистер Джон Рэмзи
- Энн Доран — медсестра
- Ивонн Питти — парикмахерша
- Лори Митчелл — маникюрша
- Гертруда Астор — киноактриса на съёмочной площадке
- Макс Шоуолтер — Чарли Грант
- Дуглас Эванс — Эл, режиссёр
- Арам Кэтчер — Миша Борофф

## Создатели фильма и исполнители главных ролей
Как пишет современный киновед Ракель Стечер, фильм делала «постоянная команда студии Universal в составе режиссёра Гарри Келлера, продюсера Альберта Загсмита и оператора Расселла Метти», которые получили этот проект после совместной работы на фильме Орсона Уэллса «Печать зла» (1958). По словам Стечер, «это трио, на которое можно было положиться, бралось за всё, что ему подбрасывала Universal». Продюсер картины Альберт Загсмит до прихода в Голливуд был известным журналистом и музыкальным промоутером, а в 1950-е годы стал продюсировать фильмы на студии RKO Pictures, среди которых такие знаменитые картины, как мелодрамы «Слова, написанные на ветру» (1956) и «Запятнанные ангелы» (1957), фантастический фильм «Невероятно уменьшающийся человек» (1957), а также фильмы нуар «Порванное платье» (1957) и «Убийство на 10-й улице» (1957). Гарри Келлер был киномонтажёром и режиссёром низкобюджетных жанровых фильмов, главным образом, вестернов, на студиях Republic Pictures и Universal. По словам Хэла Эриксона, более всего он известен постановкой некоторых дополнительных сцен для фильма Уэллса «Печать зла». Оператор Расселл Метти, «известный своим характерным использованием светотени, часто работал с режиссёром Дугласом Серком», выступив оператором десяти его фильмов. Кроме того, по словам Стечер, Метти «снимал картины в широком диапазоне жанров, стилей, форматов и бюджетов», в том числе, был оператором в общей сложности шести фильмов с Келлером в качестве режиссёра.
Хэди Ламарр начала сниматься в кино в Австрии в 1930 году, а в 18-летнем возрасте сыграла обнажённую сцену в скандальном чехословацко-австрийском фильме «Экстаз» (1933). Перебравшись в 1930-е годы в Голливуд, Ламарр, по словам Стечер, «добилась славы и признания как „самая красивая женщина в кино“». За период своей голливудской карьеры, охватившей период с 1938 по 1958 год, Ламарр снялась в 24 фильмах, среди них такие нуаровые мелодрамы, как «Алжир» (1938), «Перекрёсток» (1942), «Конспираторы» (1944), «Странная женщина» (1946), «Обесчещенная леди» (1947) и «Леди без паспорта» (1950). Однако, по словам Стечер, «в конце 1950-х годов карьера Ламарр была в упадке, и роли, которые ей предлагали, не соответствовали уровню её таланта». В итоге фильм «Самка» «стал её лебединой песней, а тревоги и мучения, через которые проходит её героиня, отражают состояние самой Ламарр в реальной жизни» в тот период. После этой картины Ламарр в возрасте 44 лет ушла из кино, после чего прожила ещё 42 года и умерла в 2000 году.
Пик карьеры Джейн Пауэлл пришёлся на рубеж 1940—1950-х годов, когда она сыграла главные роли в таких музыкальных комедиях Metro-Goldwyn-Mayer, как «Свидание с Джуди» (1948), «Две недели с любовью» (1950), «Королевская свадьба» (1951), «Семь невест для семерых братьев» (1954) и «Аврал на палубе» (1955). Как отмечает Стечер, для Пауэлл фильм «Самка» «стал также индикатором того, что её собственная кинокарьера вскоре подойдёт к концу. К этому моменту она ушла с MGM, и это был не только её первый фильм для Universal, но также вопреки амплуа она сыграла здесь свою первую непоющую роль. После этого она сыграла ещё в четырёх фильмах, а затем перешла на телевидение».
Что касается Джорджа Нейдера, исполнившего в картине главную мужскую роль, то, по словам Стечер, он «был контрактным актёром Universal, который благодаря крепкому телосложению часто играл роли красавчиков», выступая приблизительно в том же амплуа, однако «на несколько порядков ниже, чем его близкий друг и самая большая звезда студии Рок Хадсон». Среди наиболее заметных картин Нейдера — фильмы нуар «Телефонный звонок от незнакомца» (1952), «Пересечь шесть мостов» (1955), «Свидание с тенью» (1957), «Человек боится» (1957) и «Некуда идти» (1958).

## История создания фильма
По информации Стечер, оригинальный сценарий Роберта Хилла был озаглавлен «Уединённый дом» (англ.  Hideaway House), подразумевая пляжный коттедж героини в Малибу. Таким же было и рабочее название фильма, однако в конце концов оно было заменено на более соблазнительное «Самка» с целью сыграть на сексуальном характере истории.
Хотя в «Голливуд Репортер» говорилось, что фильм содержит сцены, снятые на натуре, однако «Лос-Анджелес экспресс» от июля 1957 года писал о том, что для создания океанского фона использовались спецэффекты.
Вторая звезда фильма Джейн Пауэлл написала в своих мемуарах «Девушка по соседству и кем она стала»: «Хэди Ламарр была единственной актрисой, с которой у меня когда-либо были проблемы… Я не думаю, что она когда-либо ранее играла роль матери, и она очень переживала по поводу своего возраста; она думала о себе как о вечно молодой… Как жаль, что она была столь неуверенной, потому что она была настоящей звездой и невероятно красивой женщиной». Как далее пишет Стечер, «Пауэлл, возраст которой приближался к 30, была лишь на 15 лет моложе Ламарр. Хотя они играют мать и дочь, на экране у них совсем немного общего времени». Пауэлл писала, что Ламарр вообще «не хотела сниматься в общих сценах со мной, что было немного неразумно, так как предполагалось, что я её дочь, и на этом строился сюжет фильма».

## Оценка фильма критикой

### Общая оценка фильма
После выхода фильма на экраны кинообозреватель «Нью-Йорк Таймс» Говард Томпсон назвал его «занимательной», но «не вполне убедительной мелодрамой о Голливуде». По словам критика, вплоть до своего «вялого мыльного финала фильм клонится в направлении некомфортной, жёсткой драмы о коррозии чувств в очень особенном сообществе». При этом, «самое лучшее в этом фильме — это пресыщенное уродство и бойкая похотливость словесной трепотни», которая прописана «до боли аутентично». Критик отмечает также «фантастический подбор актёров» и «крепкую атмосферу», восторженно завершая рецензию восклицанием: «О Боже, что за атмосфера!».
Современный историк кино Крейг Батлер назвал картину «сумбурной и вялой вариацией на тему классического фильма „Бульвар Сансет“», в отличие от которого у «Самки» «нет ни души, и столь ценного воображения. Это бледная имитация, которая теряется в собственной мыльной оперности, и хотя она доставляет определённое наслаждение, однако заканчивается разочарованием». По мнению Батлера, «ничто так не хорошо в этом фильме, как Стерлинг, что в сочетании с попыткой игры со стороны Ламарр делает фильм заслуживающим просмотра теми, кто любит фильмы о голливудском закулисье».
По словам Стечер, эта «низкобюджетная мелодрама была лишь очередной картиной в длинной серии фильмов о голливудском закулисье, эксплуатировавших этот богатый повествовательный материал». К эта серия включала, в частности, такие фильмы, как «Звезда» (1952), «Поющие под дождём» (1952), «Звезда родилась» (1954) и «Босоногая графиня» (1954). Однако «Самка» определённо стоит в конце списка этих картин, являясь по существу, «китчевым фильмом категории В». Вместе с тем, по мнению Стечер, «хотя фильм не имел кассового успеха, он заслуживает большего внимания, чем то, которое получил с годами». Более всего он «может претендовать на славу благодаря тому, что стал последней главой в кинокарьере Хэди Ламарр». Вместе с тем, в нём заняты и другие «фантастические актёры», включая Джен Стерлинг, Джеймса Глизона и Джейн Пауэлл.
Леонард Молтин считает, что фильм стал «пустой и напрасной тратой Ламарр в роли зрелой голливудской звезды, которая вступает в схватку со своей приёмной дочерью за Нейдера». С другой стороны, писатель Майкл Барретт высоко оценил фильм, отметив, что он «не стал пустой тратой времени для кинолюбителей, особенно тех из них, кто интересовался скрытыми попытками Голливуда стать более откровенно сексуальным».

### Оценка работы творческой группы
Томпсон отмечает работу сценариста Роберта Хилла и мистера Загсмита, которые написали текст, который «кажется настолько аутентичным, что даже больно. Более того, эта перестрелка ледяной словесной дробью отлично сочетается с некоторыми чрезвычайно глянцевыми интерьерами различных баров, домов и даже дворов бунгало».
С другой стороны, по мнению Батлера, «остаётся ощущение, что если бы сценарий был сильнее, и если бы постановка роли Ламарр была бы более острой, она могла бы создать довольно впечатляющий образ. К сожалению, слабый сценарий мешает этому, также как и второй звезде Джейн Пауэлл».

### Оценка актёрской игры
По мнению Томпсона, среди двух исполнительниц главных ролей «играет лишь Пауэлл». Что же касается Нейдера, то его «железное благородство смотрится неубедительно в среде, печально известной своим карьеризмом». Зато Джен Стерлинг создаёт «отличный портрет пошлой актрисы, у которой лучшие дни позади».
С другой стороны Батлер, полагает, что Ламарр выдаёт роль, которая «моментами довольно интересна и показывает её большой потенциал». Что касается Пауэлл, то она «слишком стара для своей роли, но она играет хорошо, и у неё есть парочка хороших сцен». Нейдер же, по мнению критика, «не особенно впечатляет, зато Джеймс Глизон смотрится намного лучше. Однако по-настоящему успешная игра исходит от Джен Стерлинг во второстепенной роли бывшей актрисы, которая прописана с пугающей точностью и захватывает полностью».
Как отметил рецензент журнала TV Guide, «это был последний фильм Ламарр перед её уходом из кино, и не очень хорошее завершение карьеры». При этом, «учитывая качество материала, Ламарр играет хорошо, однако другие исполнители главных ролей выглядят ниже необходимого уровня».
Стечер среди актёрского состава выделяет «Стерлинг, которая играет ещё одну стареющую актрису, которая цепляется за любые признаки молодости, и Глизона в маленькой роли бармена», а также «Пауэлл с её довольно сексуальной игрой». Хэл Эриксон также полагает, что «двух номинальных звёзд фильма затмевают Стерлинг в роли увядающей красотки с собственными романтическими намерениями, а также Глизон в роли жёсткого, но симпатичного бармена».